# Hans Danckwerts
Hans Danckwerts (* 22. Dezember 1897 in Crispendorf; † wahrscheinlich im Dezember 1945/Frühjahr 1946 im Kriegsgefangenenlager 168 in Minsk) war ein deutscher Nachrichtendienstler und Redakteur.

## Leben
Danckwerts nahm mit dem Füsilier-Regiment 35 am Ersten Weltkrieg teil, in dem er bis zum Leutnant befördert und zweimal verletzt wurde.
Nach dem Ersten Weltkrieg ließ Danckwerts sich in Berlin nieder, wo er bis 1945 lebte. Spätestens ab 1922 stand er im Dienst des Deutschen Überseedienstes (DÜD). Er scheint dabei sowohl im eigentlichen (gewerblichen) DÜD als auch in dem gleichnamigen Nachrichtendienst, der hinter der Fassade des regulären DÜD unter Benutzung von dessen Namen agierte, tätig gewesen zu sein, also in einer Doppelfunktion sowohl als Redakteur als auch als Nachrichtendienstler gearbeitet zu haben.
In den 1920er Jahren war Danckwerts als Mitarbeiter des DÜD-Nachrichtendienstes in leitender Stellung an der im Auftrag der führenden Männer der Ruhr-Industrie durchgeführten nachrichtendienstlichen Sammlung und Aufbereitung von vertraulichem Material über die Arbeiterbewegung in Deutschland, zumal über die Kommunisten, beteiligt (Zusammenstellung von Zeitungen und Zeitungsausschnitten, Spitzel- und Beobachterberichten). Wohl im Zusammenhang hiermit hielt er zudem verschiedene Vorträge innerhalb diverser konservativer Netzwerk-Organisationen: So sprach er u. a. wiederholt vor dem Deutschen Herrenklub über die Gefahren des Kommunismus. 1931 übernahm Danckwerts die Leitung der aus dem DÜD hervorgegangenen Vereinigung für freie Wirtschaft, war parallel aber zugleich weiterhin für den partiell weiterbestehenden DÜD tätig. In den 1930er Jahren arbeitete Danckwerts neben seiner nachrichtensammlerischen Tätigkeit – in deren Rahmen er u. a. mit Karl Heinz Abshagen zusammenarbeitete – zeitweise als Redakteur an der Zeitschrift Volk und Reich.
Während des Zweiten Weltkrieges war Danckwerts als Sachbearbeiter der „Reichsvereinigung für Kohle“ mit Fragen der Arbeitskräftezuweisung („Arbeitseinsatz“) befasst. Nach Kriegsende fand er eine Anstellung bei der Zentralstelle Brennstoffverwaltung.
Im Oktober 1945 wurde Danckwerts auf seiner Dienststelle vom sowjetischen Geheimdienst GRU verhaftet. Anschließend wurde er wahrscheinlich ins Kriegsgefangenenlager 168 bei Minsk verbracht. Der Heimkehrer Rolf Dombrowski berichtete in den 1950er Jahren, dass er Danckwerts im Dezember 1945 im Karzer des Lagers getroffen habe. Dieser soll bald danach zum Tode verurteilt und öffentlich in Minsk gehängt worden sein. 1957 wurde Danckwerts auf Antrag seiner Familie durch das Amtsgericht Lichterfelde für tot erklärt. Die Erklärung trat mit Wirkung zum 19. September 1957 in Kraft.